# Campo de Las Corts
El campo de Las Corts (en catalán: camp de Les Corts) fue el segundo estadio de fútbol de la historia del F. C. Barcelona, anterior al actual Camp Nou y posterior al Campo de la calle Industria. Entre los años 1922 y 1957 el equipo azulgrana jugó en dicho estadio, que fue testigo del crecimiento y consolidación del club. Estaba situado en el corazón del barrio homónimo, rodeado por las calles Numancia, Travesía de las Corts, Vallespir, y Marqués de Sentmenat. El terreno de juego medía 101x62 metros y fue obra de los arquitectos Santiago Mestres y Josep Alemany. El aforo del campo empezó siendo de 25 000 espectadores y llegó a los 60.000 antes de ser demolido. En 1943 se levantó la tribuna con una excepcional marquesina de hormigón obra de Eduardo Torroja.

## Historia

### Inicios

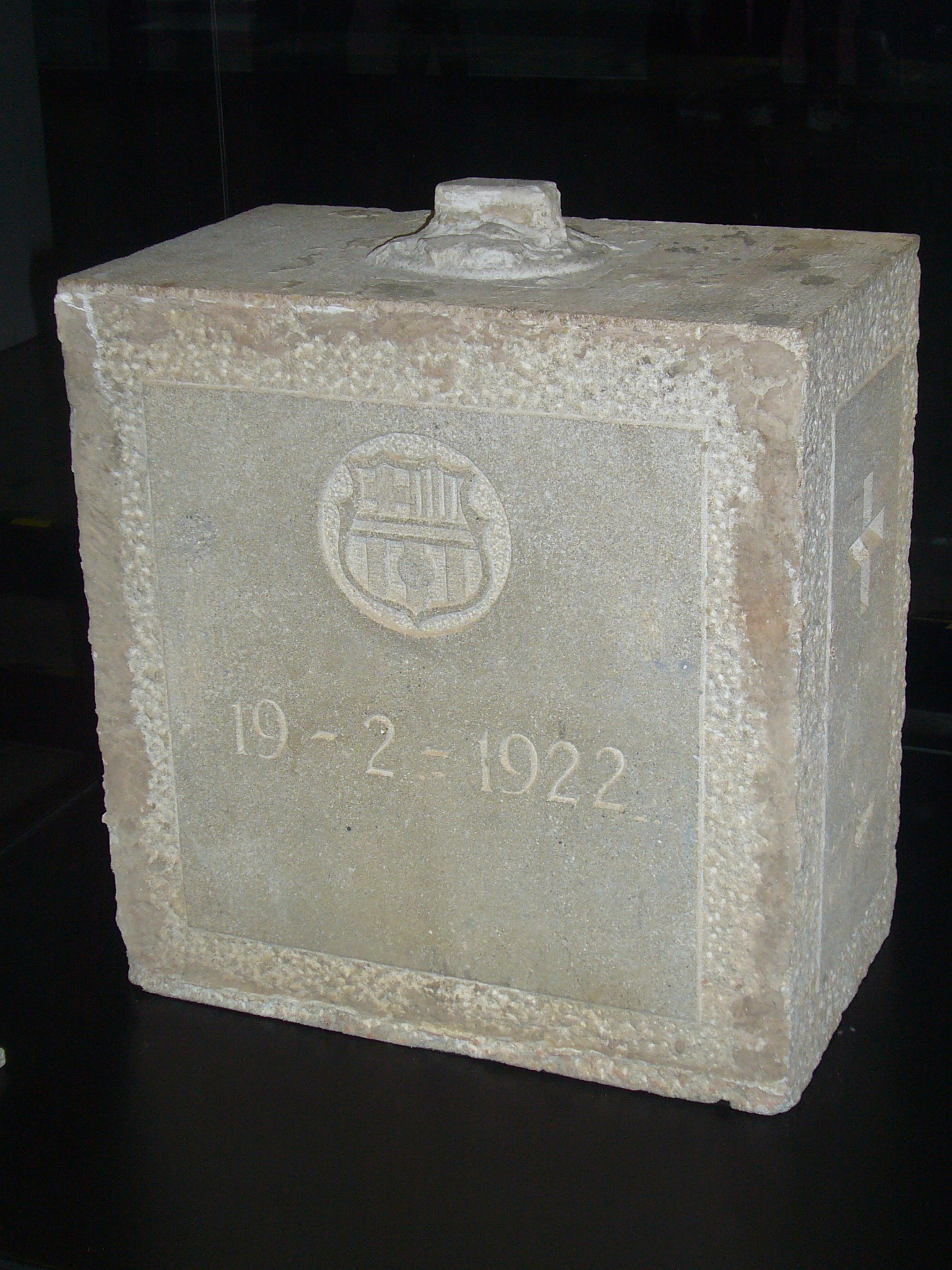
Primera piedra colocada para la construcción del estadio

El Campo de la calle Industria quedó obsoleto en poco tiempo debido a los éxitos que empezaba a obtener el club, por lo que se necesitaba un campo más grande y moderno. En 1919 se inició la época dorada del club, gracias en buena parte a la notable actuación de jugadores como José Samitier, Paulino Alcántara, Ricardo Zamora y Emilio Sagi-Barba.
Les Corts se construyó en un tiempo récord de tres meses y únicamente disponía de una tribuna. Fue el primer estadio con césped del club. La inauguración oficial se produjo el 20 de mayo de 1922, celebrando un partido amistoso que ganó 2-1 contra el Saint Mirren Football Club de Escocia. El primer gol del partido lo marcó el escocés Birrel en propia meta y el segundo, Paulino Alcántara.
La capacidad inicial era de 30 000 espectadores que, pocos años después, en 1926 se amplió hasta los 45 000. Se llamó «la catedral del fútbol».
Con el nuevo estadio, el F. C. Barcelona conquistó rápidamente nuevos títulos; el campeonato catalán
(consecutivamente desde 1923 hasta 1928), 3 Campeonatos de España (1924-25, 1925-26, 1927-28) y el primer Campeonato de Liga de Primera División de la historia del fútbol español en la temporada 1928-29.
Fue elegido para acoger la final de la Copa de España que el 13 de mayo de 1923 enfrentó al Athletic Club y al Club Deportivo Europa, con victoria de los vascos por 1-0.

### El incidente de laMarcha Realy los tiempos difíciles

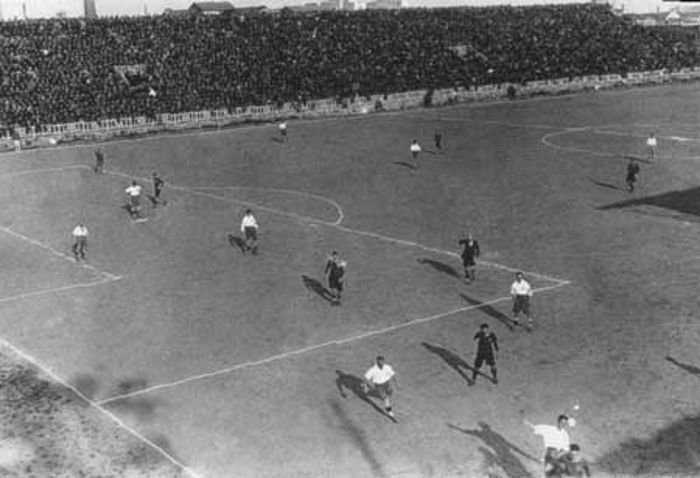
Partido entre el F. C. Barcelona y Nacional, en 1925 y ante 50.000 espectadores. En aquel entonces, el campo de juego no tenía césped.

El Barça continuaba siendo el símbolo de la resistencia catalana contra el poder central, sobre todo durante la dictadura del general Miguel Primo de Rivera (1923-1930). Eran tiempos difíciles entonces. El día 14 de junio de 1925, el Campo de Las Corts fue escenario y testimonio de un episodio que ha pasado a la historia del club azulgrana. 
El club había organizado un partido contra el CE Júpiter en homenaje al Orfeón Catalán. Inicialmente la autoridad gobernativa no concedió el permiso y eso provocó que el día del partido una gran cantidad de aficionados y catalanistas se concentraran en Les Corts. Finalmente, concedida la autorización previa y antes de empezar el partido con el público en las gradas, la banda de música de la British Royal Marine (anclada en aquellos días en el puerto de Barcelona) tocó los himnos español y británico. El público silbó ruidosamente mientras sonaba la Marcha Real y, al contrario, aplaudió durante el God Save the King británico.
La autoridad gobernativa, enfurecida por el incidente, no tardó en reaccionar contra el club y en represalia por esos hechos, el Campo de Las Corts fue clausurado por una duración de seis meses, finalmente reducida a tres. El presidente Joan Gamper presentó su dimisión por los hechos.
En el aspecto deportivo, la regresión del F. C. Barcelona le impidió ganar títulos nacionales durante los años treinta pese a contar con notables jugadores como Ventolrà, Raich o Escolà, aunque sí ganó seis veces el campeonato catalán.
La Guerra Civil no arregló las cosas para el club. Un mes después del inicio de los combates, un expresidente del club, Josep Suñol, que además había sido diputado de Esquerra Republicana, fue detenido y fusilado por los sublevados en un bosque cercano a Madrid. El equipo, de gira por el continente americano, es perdonado, pero la mitad de los jugadores se exilian en el extranjero. Después, la sede del club fue bombardeada el 16 de marzo de 1938. Con la caída de Barcelona el 26 enero del año siguiente, el Barça, club de la burguesía que pretendía ser símbolo del nacionalismo catalán, conoce sus peores años. El presidente Enrique Piñeyro, Marqués de la Mesa de Asta, designado en 1940 y cercano al poder franquista, castellaniza el nombre de la entidad como Club de Fútbol Barcelona y modifica su escudo, reduciendo a dos las cuatro barras rojas de la bandera catalana.

### Las cinco copas y el final de Les Corts

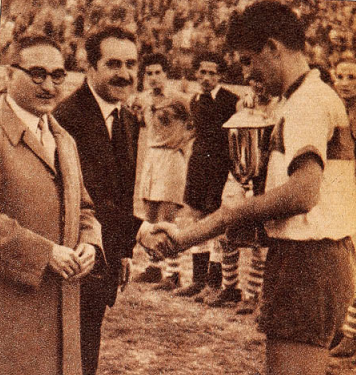
Trofeo del Torneo Internacional de Pascua, copa benéfica disputada en Las Corts en 1950

En los años cuarenta, el F. C. Barcelona evitó ser relegado a segunda división en 1942 pero salvó la temporada llevándose la Copa de España contra el Athlétic de Bilbao (4-3). Poco a poco el equipo se fue rehaciendo, ganando la Liga en el 1944-45, 1947-48 y 1948-49 y la Copa Latina de 1949, contra el Sporting de Lisboa. El Campo de Las Corts fue sede de esta nueva competición, disputándose una semifinal y el partido por el tercer y cuarto puesto. 
El Barça de la época no tiene muchos competidores a su nivel: César, Basora, Velasco, Curta, los hermanos Gonzalvo, Seguer, Biosca, Ramallets constituyen el centro del equipo y el cincuenta aniversario se celebra con alegría, con un escudo sobre el que finalmente se restablece la bandera catalana (el nombre no cambió hasta 1973). El campo fue escenario, además, de competiciones benéficas como el Torneo Internacional de Pascua.
La llegada de Kubala en 1950 supone un nuevo empujón para el Barça. Entre 1951 y 1953, el club efectuó un recorrido inédito e increíble, ganando todos los títulos españoles posibles: la Liga del 1951-52 y el 1952-53 y la copa de España el 1951, 1952 y 1953. Pero aún mejor, el Barça consigue un total de cinco competiciones diferentes, ya que además de la Liga y de la Copa de España, sus jugadores se llevan la Copa Latina contra el Niza en 1952; la copa Eva Duarte de Perón (predecesora de la Supercopa de España) y la copa Martin Rossi. También disputó un partido de la fase de grupos de la Copa de Ferias 1955-58. El equipo de entonces es invencible con Basora, César, Kubala, Moreno y Manchón.
Pero para este equipo invencible y tan popular, Les Corts empieza a ser demasiado pequeño, pese a su capacidad aumentada a 60.000 espectadores. El presidente Enric Martí Carreto dimitió por el asunto Di Stéfano, al que pretendía el F. C. Barcelona, pero firmó por el Real Madrid, que había negociado con el Millonarios de Colombia, propietario de sus derechos. Le sustituyó Francesc Miró-Sans, quien decidió construir un nuevo estadio. Se inauguró 24 de septiembre de 1957 bajo el nombre de "Estadi del Fútbol Club Barcelona" con una capacidad para 90 000 personas.

### Derribo y recalificación
Tras el cierre de Les Corts, el club inició un largo proceso de recalificación de los terrenos, considerados zona verde privada, para poder venderlos a una constructora como terreno edificable, lo que los revalorizaba cuantiosamente. Tras las primeras gestiones de Miró-Sans, en 1961 su sucesor, Enric Llaudet, hizo la solicitud oficial al Ayuntamiento de Barcelona de José María de Porcioles. Medio año después el pleno municipal daba luz verde a la recalificación de una parte de los terrenos. 
El 7 de mayo de 1963 se celebró una asamblea extraordinaria del club, en la que los socios autorizaron el derribo del estadio y la convocatoria de una subasta de los terrenos a partir de 100 millones de pesetas. Poco después, el Gobierno Civil también dio el permiso necesario para el derribo. No fue hasta dos años después, en 1965, cuando llegó la ratificación de la nueva calificación por parte de la Dirección General de Urbanismo y, finalmente, del Consejo de Ministros.
El 15 de septiembre de 1965 la asamblea del F. C. Barcelona aceptó la oferta de 205 millones de pesetas de un grupo representado por el abogado José Sabata. Sin embargo, un año después, al no satisfacerse los pagos en los terminios fijados, la junta directiva decidió convocar una nueva subasta. Finalmente, fue la inmobiliaria Hábitat la que se hizo con los terrenos por 226 millones de pesetas.
Las obras de derribo del Campo de Las Corts empezaron el 2 de febrero de 1966, ante la nostálgica mirada de cientos de socios y aficionados que aquel día se dieron cita. De los 26 990 metros cuadrados, 15 300 se destinaron finalmente a jardines y equipamientos deportivos (pista de baloncesto y hockey, piscinas, etc.) y en el resto se edificaron viviendas y comercios.